# Igor Zhukov
Ígor Mijáilovich Zhúkov (en idioma ruso: И́горь Миха́йлович Жу́ков, 31 de agosto de 1936 - 26 de enero de 2018) fue un pianista, director de orquesta e ingeniero de sonido ruso.

## Trayectoria
Zhúkov nació en la ciudad de Nizhni Nóvgorod en 1936 pero su familia se trasladó a Moscú al año siguiente. Cuatro años más tarde, fueron evacuados a la ciudad de Vyatka (entonces conocida como Kírov) como resultado de la Segunda Guerra Mundial. Después de la guerra, regresaron a Moscú, donde Zhúkov estudió en el Conservatorio desde 1955, estudiando primero con Emil Guilels y luego, en 1955, con Heinrich Neuhaus. Se graduó en 1960, habiendo ganado el segundo premio en el Concurso de Piano Long-Thibaud en París.
Además de una carrera como pianista, Zhúkov también dirigió su propio conjunto, la Orquesta de Cámara de Moscú hasta su retiro de la dirección en 1994, y fue el pianista del Zhúkov Piano Trio de larga duración que se fundó en 1963 y continuó actuando hasta 1980. (Los otros miembros eran el violinista Grigori Feighin y el violonchelista Valentín Feighin). El trío destacó por sus "Conciertos históricos", que incluyeron un repertorio que abarcaba del siglo XVII al XX.
Zhúkov hizo grabaciones en el sello Melodiya/CBS, entre otros (por ejemplo, las sonatas completas de Skriabin). Zhúkov también tenía un interés apasionado por la grabación y dijo de sí mismo: "Soy el mejor pianista entre los ingenieros de grabación y el mejor ingeniero de grabación entre los pianistas".

## Discografía
- Jānis Ivanovs, Concierto para piano - Orquesta Nacional de Letonia, dir. Vasili Sinaiski (1977, LP Melodiya S10-11829+ / "Janis Ivanovs vol. 7" Campion Records° / LMIC 035*) (+) con el Concierto para violín / (°) con la Sinfonía n.º 10 (OCLC 50764518) / ( *) con las Sinfonías núms. 14 y 20.
- Aleksandr Skriabin, Sonatas para piano (1972/74, 3LP Melodiya SR 40191/40217-40218) (OCLC 80577664)
- Alexander Skriabin, Sonatas para piano y Fantasía (1999/2000, 3CD Telos TLS 035) (OCLC 840348850)
- Boris Chaikovski, trío con piano - Gregory Feigin, violín; Valentin Feigin, violonchelo (2005, "Boris Tchaikovsky Edition, vol. 1" Albany) (OCLC 705355133) obra principal: Concierto para violonchelo
- Piotr Ilich Chaikovski, Concierto para piano n.° 2 - Orquesta Sinfónica de la Radio de Moscú, dir. Guennadi Rozhdéstvenski (1973, LP Melodiya)